# Scherzo en re menor (Rajmáninov)

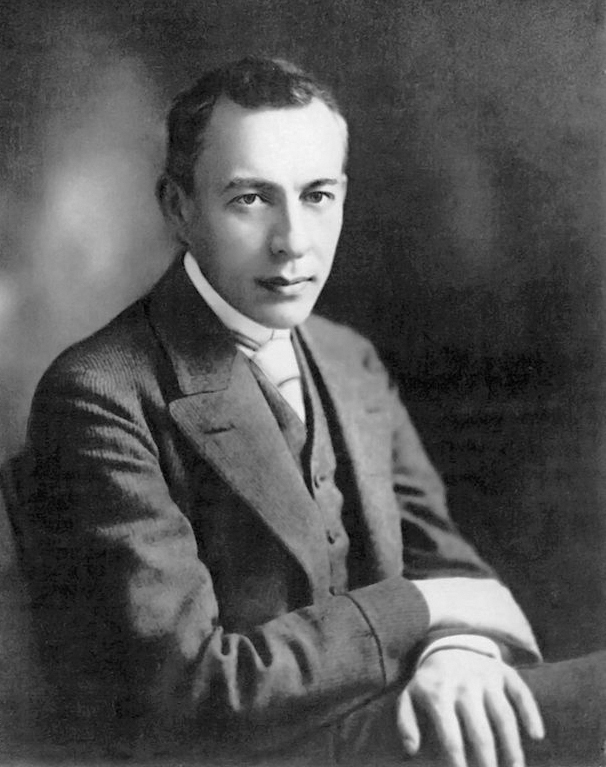
Sergei Rachmaninov,1901.

El Scherzo en re menor es la primera obra para orquesta de Serguéi Rajmáninov que ha llegado a nuestros días, compuesta cuando era un estudiante en el Conservatorio de Moscú. Es bastante corta, con una duración de unos cuatro o cinco minutos.
El manuscrito está datado del 5 al 21 de febrero de 1888, cuando Rajmáninov contaba con tan sólo 14 años. Una persona desconocida cambió la fecha a 1887. Está dedicado a su primo Aleksandr Ziloti e iba a ser parte de una obra mayor dado que en su encabezado reza «Tercer movimiento». 
El modelo de esta obra es el Scherzo de la música incidental de Félix Mendelssohn sobre El sueño de una noche de verano de Shakespeare. Rajmáninov había transcrito previamente la Sinfonía Manfredo de Piotr Ilich Chaikovski para dos pianos y el Scherzo tiene reminiscencias de esa obra.
La primera interpretación del Scherzo y otra obra temprana, Príncipe Rostislav, tuvo lugar en Moscú el 2 de noviembre de 1945, dirigida por Nikolai Anosof. El Scherzo fue publicado en 1947.